# Polycodium stamineum
Polycodium stamineum là một loài thực vật có hoa trong họ Thạch nam. Loài này được (L.) Greene miêu tả khoa học đầu tiên năm 1898.